# Asio flammeus domingensis
El búho campestre de La Española o lechuza de sabana (Asio flammeus domingensis) es una subespecie de ave propia de La Española. Pertenece a la familia Strigidae del orden Strigiformes.

## Hábitat
Vive en sabanas, pastizales, arrozales y plantaciones de cítricos.

## Descripción
Miden cerca de 38 cm. Los ojos, de iris amarillos, están rodeados de una mancha de plumas negras. El pico negro, por el contrario está rodeado de una mancha de plumas blancas que se extiende bordeando las manchas negras oculares con las que contrastan. El disco facial es amarillento. Los cuernecitos de plumas son muy cortos, apenas destacan. Su color dorsal es castaño oscuro, con manchas y rayas amarillentas. Tiene el pecho claro notoriamente manchado con rayas en castaño. Las alas extendidas muestran por abajo un parche negro distintivo en la muñeca y por arriba una gran zona amarillenta.
Sobre todo al amanecer o al anochecer, cazan roedores, reptiles y grandes insectos. Los machos cantan con un sonido grave y corto, repetitivo, parecido a “uh-uh”, y las hembras un sonido como “yiip”.

## Nido
Hacen un nido burdo en el suelo posiblemente todo el año. Ponen 3 o 4 huevos blancos.